# Gato de cable
El gato de cable es una máquina de elevación de cargas. Se trata de un tipo de gato hidráulico de émbolo hueco que actúa tirando de uno o varios cables, de los que recibe su nombre. Puede emplearse para izar cargas de gran peso o para pretensado o postensado de estructuras.